# Cantón de Saint-Loup-Lamairé
El cantón de Saint-Loup-Lamairé era una división administrativa francesa, que estaba situada en el departamento de Deux-Sèvres y la región de Poitou-Charentes.

## Composición
El cantón estaba formado por siete comunas:
- Assais-les-Jumeaux
- Gourgé
- Le Chillou
- Louin
- Maisontiers
- Saint-Loup-Lamairé
- Tessonnière

## Supresión del cantón de Saint-Loup-Lamairé
En aplicación del Decreto n.º 2014-176 de 18 de febrero de 2014, el cantón de Saint-Loup-Lamairé fue suprimido el 22 de marzo de 2015 y sus 7 comunas pasaron a formar parte; seis del nuevo cantón de Valle de Thouet y una del nuevo cantón de La Gâtine.